# Chrysophyllum pomiferum
Chrysophyllum pomiferum là một loài thực vật có hoa trong họ Hồng xiêm. Loài này được (Eyma) T.D.Penn. mô tả khoa học đầu tiên năm 1990.